# Epilobium prostratum
Epilobium prostratum là một loài thực vật có hoa trong họ Anh thảo chiều. Loài này được Warb. mô tả khoa học đầu tiên năm 1893.